# Wijnbouw in Kroatië

Wijnbouwregio's in Kroatië

Wijnbouw in Kroatië stamt al uit de tijd van het oude Griekenland. Wijnbouw vindt plaats in verschillende regio's van het land Kroatië. Het land is verdeeld in drie grotere regio's.
Deze wijnbouwgebieden hebben te maken met verschillende klimaatzones die in het land te vinden zijn. De drie grotere wijnbouwgebieden zijn weer onderverdeeld in subregio's. De drie grotere regio's zijn Primorje (Kroatische/Dalmatische kust), Centraal-Kroatië en Oost-Kroatië/Slavonië. Centraal- en Oost-Kroatië hebben een meer continentaal klimaat en Primorje een mediterraan klimaat. In de diverse grotere regio's gebruikt men dus andere druivensoorten, omdat deze soorten beter aansluiten op het terroir en het klimaat. Centraal-Kroatië en Slavonie mogen dan een gelijkmatig klimaat hebben. Ze bestaan uit erg verschillende landschappen en bodems. Centraal-Kroatië is heuvelachtig, Slavonië maakt onderdeel uit van de Pannonische laagvlakte. Een uniek wijnbouwgebied dat expliciet genoemd moet worden is het eiland Biševo.
Het land heeft in totaal ongeveer zo'n 60.000 hectare aan wijngaarden. Er zijn in Kroatië ruimt 17.000 wijnhuizen. De wijnbouw in Kroatië is redelijk gelijkmatig verdeeld over continentaal Kroatië (49%) en het kustgebied (51%). Drie grootste druivensoorten zijn goed voor 47% van de totale productie van de wijngebieden in Kroatië. Dit zijn de Graševina, Malvasia, Plavac Mali en Pošip.

## Druivenrassen
De druivenrassen die in Kroatië worden geteeld, kunnen voor veel buitenlanders erg verwarrend zijn, niet alleen omdat de Kroatische namen niet bekend zijn, maar omdat veel van de rassen buiten een zeer beperkt gebied mogelijk niet worden geteeld. Er worden uiteraard ook veel buitenlandse "internationale" druivensoorten geteeld in Kroatië, maar dankzij de lange geschiedenis van wijnbouw zijn er enrom veel inheemse druivensoorten, vooral in de meer afgelegen gebieden, welke het ook goed doen in de meer extreme groeiomstandigheden. Sommige hiervan zijn zo succesvol geweest dat ze op grote schaal worden gebruikt in Kroatië, maar toch relatief onbekend blijven buiten het land. Een daarvan is Plavac Mali, de basis van vele hoog aangeschreven Dalmatische rode wijnen.
De bekende Napa Valley-wijnmaker Miljenko "Mike" Grgich is van oorsprong uit Kroatië. Hij heeft lange tijd betoogd dat de Zinfandel afstamt van de Plavac Mali-druif. DNA-testen hebben daarna ook aangetoond dat Plavac Mali in afstamt van de Zinfandel, en de Zinfandel is een weinig aangeplante druif uit hetzelfde gebied met de naam Crljenak Kaštelanski.
Na de verwoesting van de wijnstokken door druifluis aan het einde van de 19e eeuw, werden de Kroatische wijngaarden herplant door de traditionele druivensoorten op Amerikaanse wortelstokken te enten. Slechts een paar wijnstokken hebben deze druifluis overleefd, ze zijn vandaag nog steeds te vinden op een paar eilanden (Korčula en Susak). In de afgelopen jaren hebben buitenlandse wijnmakers en investeerders veel belangstelling getoond voor de vele inheemse druivenrassen van Kroatië. Naarmate de strijd tegen druifluis voortduurt, kan het verbreden van de genenpoel een manier zijn om herhaling te voorkomen.
De onderstaande tabellen geven een overzicht van de veel voorkomende rassen, alternatieve namen en waar ze worden geteeld.

### Witte druiven
| Druif               | Oorsprong / andere namen | Gebruik / aangeplant in |
| ------------------- | --- | --- |
| Bogdanuša           | Oorsprong: Stari Grad Plain on Hvar | Centraal en Zuid-Dalmatië, voornamelijk Hvar |
| Bratkovina          | Oorsprong: Dalmatië | Centraal & Zuid-Dalmatië, voornamelijk Korčula |
| Cetinjka Bijela     | Cetinka, Oorsprong: Korčula | Centraal & Zuid-Dalmatië, voornamelijk Korčula, Hvar, Mljet, Pelješac |
| Chardonnay          | | Moslavina, Plešivica, Podunavlje, Pokuplje, Prigorje – Bilogora, Slavonia, Zagorje – Međimurje, Istrië, Kroatische kust, Noord-Dalmatië, achterland van Dalmatië (overal behalve Centraal & Zuid-Dalmatië) |
| Debit               | Oorsprong: Naar Dalamtië gebracht vanuit Apulia, Italië, maar de oorsprong is waarschijnlijk vanuit Anatolië Ook bekend als pagadebit en puljižanac. | Noord-Dalmatië, achterland van Dalmatië, Centraal en Zuid-Dalmatië |
| Gegić               | Debeljan | Kroatische kust, voornamelijk de eilanden zoals Pag en Rab |
| Graševina           | Oorsprong: Mogelijk Frankrijk. Welschriesling, Laški rizling, Italiaanse Riesling, Olaszriesling                                                     | Wijd aangeplant door geheel continentaal Kroatië. Slavonië produceert de grootste aantallen van zeer hoge kwaliteit/premium wijn.                                                                          |
| Grk                 | Oorsprong: Lumbarda op het eiland Korčula | Centraal & Zuid-Dalmatië, voornamelijk Korčula, Mljet, en Pelješac |
| Kraljevina          | Oorsprong: Zeline, Prigorje | Moslavina, Prigorje – Bilogora, Zagorje-Međimurje |
| Kujundžuša          | Oorsprong: Imotski. Ook bekend als Kojunđuša, Tvrdac, Tvrdorijez, Žutac, Ruderuša bijela                                                             | Achterland van Dalmatië. De meest gebruikte witte druivensoort in Imotski. |
| Kurtelaška bijela   | Inheemse druivensoort van Dalmatië | Centraal & Zuid-Dalmatië, vooral Vis en nabij gelegen eilanden. Niet wijdverspreid, alleen gebruikt in cuvee wijnen.                                                                                       |
| Malvazija Istarska  | Mogelijk Malvasia, maar moet nog nader uitgezocht worden                                                                                             | Istrië, noord Kroatische kust |
| Malvasia Dubrovačka | Oorsprong: Hoogstwaarschijnlijk Griekenland Italian Malvasia delle Lipari, Malvasia di Sardegna, Greco di Gerace, en Spaanse Malvasia de Sitges      | Centraal & Zuid-Dalmatië, voornamelijk Konavle |
| Maraština           | Oorsprong: Dalmatië Also Krizol, Rukatac, Đurđevina, Kačebelić, Kače-debić, Kukuruz, Mareština, Marinkuša                                            | Kroatische Kust, Noord-Dalmatië, Centraal & Zuid-Dalmatië, vooral Korčula en Pelješac, achterland van Dalmatië                                                                                             |
| Manzoni bijeli      | Incrocio manzoni. Kruising van Pinot blanc/Duitse Riesling                                                                                           | Moslavina, Plešivica, Podunavlje, Prigorje-Bilogora, Slavonia |
| Moslavac            | Oorsprong: mogelijk Hongarije. Ook bekend als šipon, mosler, furmint                                                                                 | Aangeplant door geheel continentaal Kroatië |
| Muškat bijeli       | Muscat Blanc à Petits Grains | Plešivica, Pokuplje, Prigorje-Bilogora, Zagorje-Međimurje, Istrië (dessert wijn) |
| Muškat žuti         | Gele Muskaat, Muškat momjanski | Plešivica, Pokuplje, Prigorje – Bilogora, Zagorje-Međimurje, Istrië, Kroatische Kust (dessert wijn) |
| Muškat ottonel      | Muskaat Ottonel | Plešivica, Podunavlje, Pokuplje, Slavonia, Zagorje-Međimurje, Istrië (dessert wijn) |
| Neuburger           | Oostenrijkse druivensoort | Plešivica, Pokuplje |
| Parč                | Inheemse druivensoort van Hvar | Centraal & Zuid-Dalmatië, vooral Hvar |
| Pinot Bijeli        | Pinot blanc | Continentaal Kroatië, Istrië, Kroatische kust, achterland van Dalmatië |
| Pinot Sivi          | Pinot gris | Continentaal Kroatië, Istrië, Kroatische kust, achterland van Dalmatië |
| Plavec Žuti         | Oude druivenras van Noord-West Kroatië | Moslavina, Podunavlje, Pokuplje, Prigorje-Bilogora |
| Pošip               | Oorsprong: Smokvica on Korčula. | Noord-Dalmatië, Centraal & Zuid-Dalmatië, eilanden in Dalmatië |
| (Rajnski) Rizling   | German Riesling | Aangeplant door geheel Continentaal Kroatië, gebruikt voor met name kwaliteits / premium wijnen |
| Rizvanac bijeli     | Müller-Thurgau | Aangeplant door geheel Continentaal Kroatië |
| Rkatsiteli          | Moldavian variety | Noord-Dalmatië |
| Ružica Crvena       | Hungarian Dinka | Prigorje, Slavonia |
| Sauvignon (bijeli)  | Sauvignon blanc | Continentaal Kroatië, Istrië, Kroatische kust |
| Silvanac zeleni     | Sylvaner | Aangeplant door geheel Continentaal Kroatië |
| Šipelj              | Inheemse druivenras van Noord-West Kroatië | Pokuplje |
| Škrlet              | Oorsprong: Moslavina | Moslavina, Prigorje-Bilogora |
| Traminac            | Gewürztraminer, Traminac Mirisni | Aangeplant door geheel Continentaal Kroatië |
| Trbljan bijeli      | Kuč, Trebbiano romagnolo | Kroatische Kust, Noord-Dalmatië, Centraal & Zuid-Dalmatië |
| Trebbiano toscano   | | Istrië, Noord-Dalmatië, Centraal & Zuid-Dalmatië |
| Verduzzo            | | Istrië |
| Vugava              | Oorsprong: Vis. Bugava, Ugava, Viškulja | Centraal & Zuid-Dalmatië, vooral Vis |
| Zelenac             | Zelinika | Plešivica, Slavonia, Zagorje-Međimurje |
| Žilavka             | Oorsprong: Herzegovina | Zuid-Dalmatië |
| Žlahtina            | Oorsprong: Kroatische kust | Istrië, Kroatische kust, vooral Krk |

### Blauwe druiven
| Druif                | Oorsprong / andere namen                                                | Gebruik / aangeplant in |
| -------------------- | ----------------------------------------------------------------------- | --- |
| Alicante Bouschet    | Franse kruising van Grenache en Petit Bouschet                          | Moslavina, Podunavlje, Prigorje-Bilogora, Istrië                                                                                              |
| Babić                | Oorsprong: in de buurt van Primošten, Dalmatië                          | Koratische kust, Noord-Dalmatië, Central & Zuid-Dalmatië                                                                                      |
| Barbera              |                                                                         | Istrië |
| Borgonja Crna        | Cultivar van Modra Frankinja                                            | Istrië |
| Cabernet Franc       |                                                                         | Moslavina, Podunavlje, Prigorje-Bilogora, Slavonië, Istrië, Noord-Dalmatië, Central & Zuid-Dalmatië                                           |
| Cabernet Sauvignon   |                                                                         | Moslavina, Podunavlje, Prigorje-Bilogora, Slavonië, Istrië, Koratische kust, Noord-Dalmatië, achterland van Dalmatië, Central & Zuid-Dalmatië |
| Carignan             |                                                                         | Noord-Dalmatië |
| Crljenak Kaštelanski | Zinfandel, Primitivo, een 'ouder' van Plavac Mali                       | Hvar, Pelješac heel weinig aangeplant |
| Dobričić             | Inheemse ras van Šolta, andere 'ouder' van Plavac Mali                  | Central & Zuid-Dalmatië, voornamelijk Šolta                                                                                                   |
| Drnekuša             | Darnekuša, Drnekuša Crna                                                | Central & Zuid-Dalmatië, esp. Hvar |
| Frankovka            | Blaufränkisch, Kékfrankos, Lemberger, Frankonia                         | Continentaal Kroatië, Koratische kust |
| Gamay bojadiser      | Gamay                                                                   | Moslavina, Prigorje-Bilogora, Zagorje-Međimurje                                                                                               |
| Grenaš crni          | Grenache                                                                | Noord-Dalmatië, achterland van Dalmatië |
| Hrvatica             | Croatina, Croattina, croatizza. Originates from North Italië            | Istrië |
| Jarbola              | Related to Hrvatica                                                     | Koratische kust |
| Lasina               | Oorsprong: Noord-Dalmatië                                               | Noord-Dalmatië |
| Lovrijenac           | St Laurent                                                              | Moslavina, Plešivica, Pokuplje, Prigorje-Bilogora, Zagorje-Međimurje                                                                          |
| Merlot               |                                                                         | Podunavlje, Pokuplje, Prigorje-Bilogora, Slavonië, Istrië, Koratische kust, Noord-Dalmatië, achterland van Dalmatië, Central & Zuid-Dalmatië  |
| Muškat ruža crni     | Moscato delle rose nero, Muscat des roses noir, Rosenmuskateller blauer | Istrië, Central & Zuid-Dalmatië |
| Nebbiolo             | Italië                                                                  | Koratische kust |
| Ninčuša              | Inheemse druivenras van Dalmatië                                        | Achterland van Dalmatië, Central & Zuid-Dalmatië                                                                                              |
| Okatac               | Ružica crvena, Glavinuša                                                | Achterland van Dalmatië, Central & Zuid-Dalmatië                                                                                              |
| Pinot crni           | Burgundac crni, Pinot noir                                              | Continentaal Kroatië, Istrië, Koratische kust                                                                                                 |
| Plavac Mali          | Oorsprong: Central and Zuid-Dalmatië.                                   | Achterland van Dalmatië, Central & Zuid-Dalmatië                                                                                              |
| Plavina              | Oorsprong: Dalmatië. Plavka, Plajka, Brajda, Brajdica                   | Istrië, Koratische kust, Noord-Dalmatië, Central & Zuid-Dalmatië                                                                              |
| Portugizac           | Blauer Portugieser, Oostenrijk                                          | Continentaal Kroatië |
| Refošk               | Refosco Oorsprong: Italië.                                              | Istrië |
| Susac Crni           | Sansigot, sujćan, tvardo grozje, sanseg, Sušćan crni                    | Noord-Dalmatië voornamelijk Susac, Lošinj, Cres, en de eilanden in de Kvarner                                                                 |
| Svrdlovina crna      | Galica                                                                  | Noord-Dalmatië |
| Syrah                | Shiraz                                                                  | Slavonië, Istrië, Koratische kust, Noord-Dalmatië, achterland van Dalmatië                                                                    |
| TeranTeran           | Terrano                                                                 | Istrië |
| Tocai Friulano       |                                                                         | Istrië |
| Trnjak               | Rudežuša                                                                | Achterland van Dalmatië, Central & Zuid-Dalmatië                                                                                              |
| Vranac               | Vranec                                                                  | Noord-Dalmatië |
| Zadarka crna         |                                                                         | Noord-Dalmatië |
| Zweigelt             |                                                                         | Continentaal Kroatië |

## Afbeeldingen

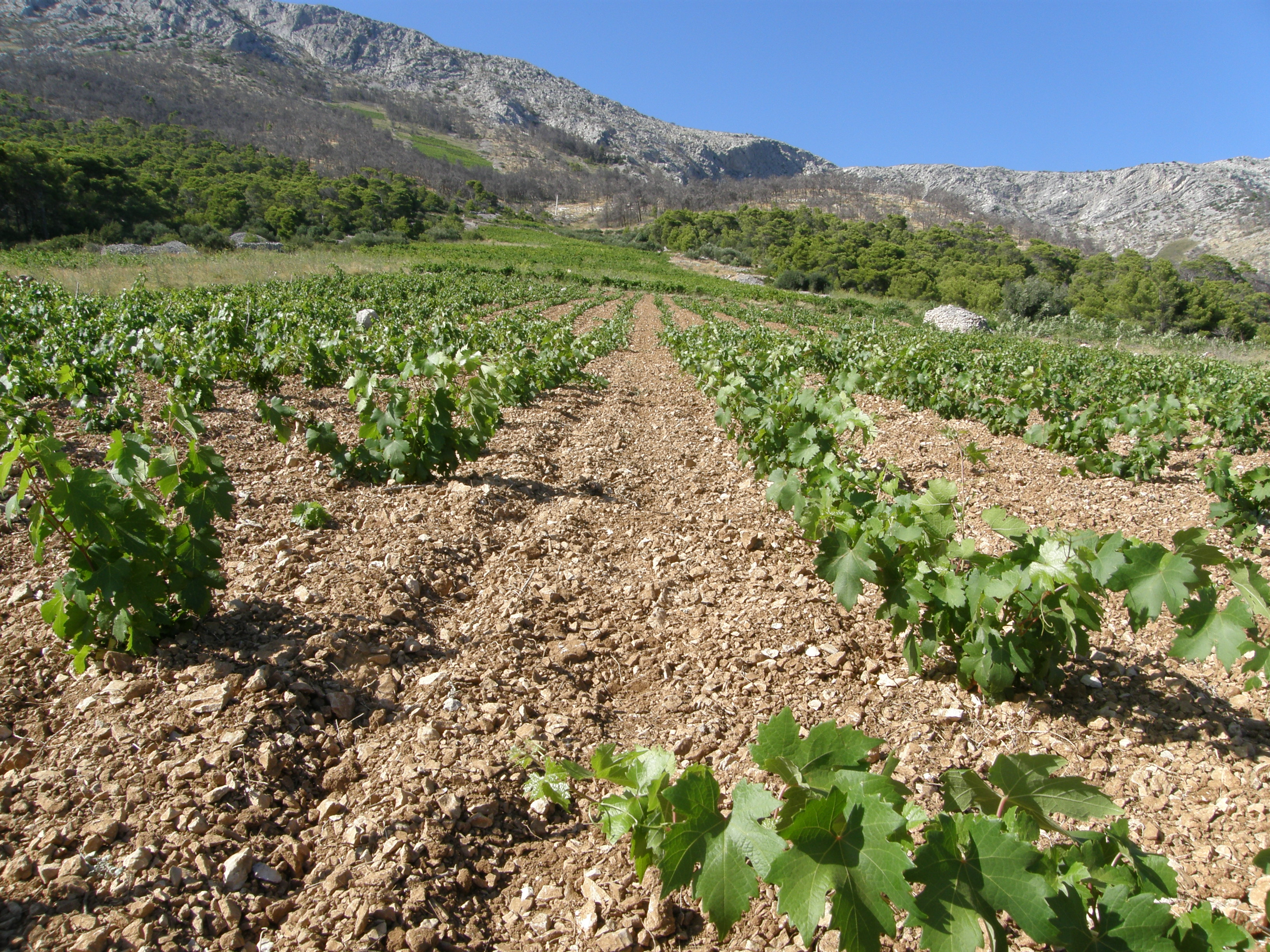
Wijnbouw op het eiland Hvar
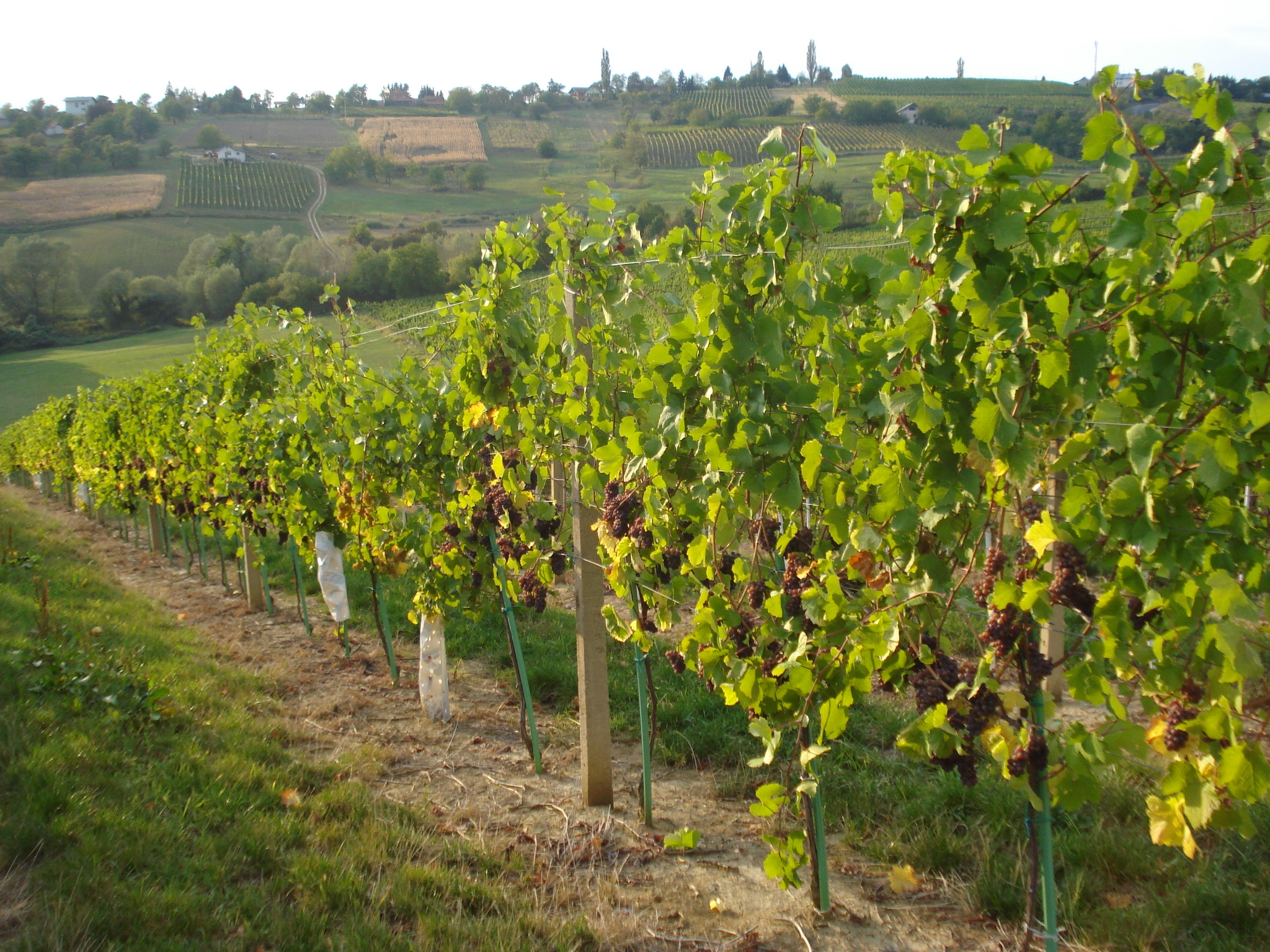
Wijnbouw in Medimurje in Centraal-Kroatië
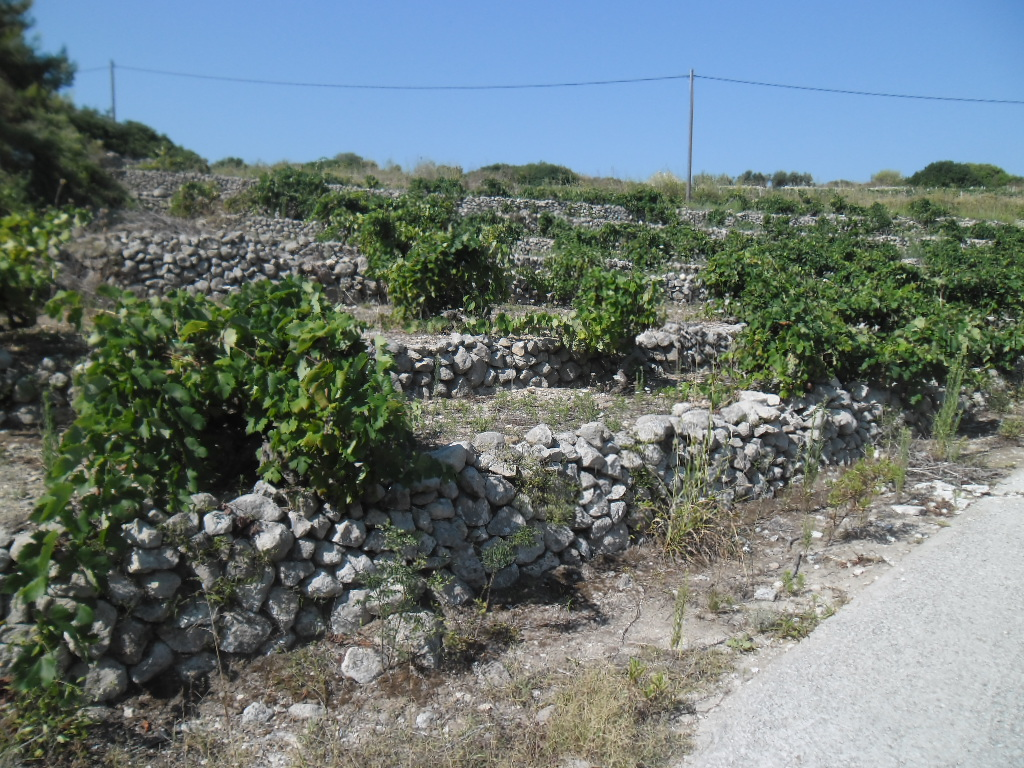
Wijnbouw op het eiland Biševo